# Heysel (métro de Bruxelles)
Pour les articles homonymes, voir Heysel (homonymie).
Heysel /ezɛl/ (en néerlandais : Heizel) est une station de la ligne 6 du métro de Bruxelles située à Bruxelles, sur la commune de Bruxelles-ville.

## Situation
La station se trouve à côté du stade Roi Baudouin, dans le quartier du Heysel. Elle est sous-titrée Atomium sur la signalétique.
Elle est située entre les stations Roi Baudouin et Houba-Brugmann sur la ligne 6.

## Histoire
La station a été inaugurée le 5 juillet 1985 et a été pendant longtemps le terminus nord de la ligne 1A. Mais depuis le prolongement de la ligne le 25 août 1998, la station Roi Baudouin a repris cette fonction. En même temps, on décida de couvrir la station et de l'agrandir, ce qui s'avère utile lors de grands évènements organisés à Brussels Expo ou dans le stade Roi Baudouin. La même année eut également lieu l'inauguration de l'œuvre d'art signée Jean-François Octave, retraçant l'histoire du site et de l'exposition universelle de 1958 sur les murs intérieurs de la station.
Depuis le 4 janvier 2010, le nouveau terminus tramway du Heysel des lignes 23 (actuelle ligne 7) et 51 est mis en service, ce qui a permis de rétablir la ligne 51 et de retrouver son itinéraire entre les arrêts Guillaume de Greef et Heysel et cette dernière qui était déviée depuis l'arrêt Guillaume de Greef vers Stade suivant provisoirement l'itinéraire de la ligne 94 en attendant le réaménagement du terminus Heysel. 
Depuis 4 avril 2009, la ligne de métro 6 offre une liaison directe entre Gare du Midi et Heysel pour faciliter les correspondances, ainsi depuis le 10 mars 2014, le terminus Heysel de la ligne 51 est reporté définitivement à Stade.

## Services aux voyageurs

### Accès
Elle dispose de trois accès :
- Accès no 1 : situé à l'angle des avenues Impératrice Charlotte et des Athlètes (accompagné d'un ascenseur) ;
- Accès nos 3 et 4 : situés du côté de la station de tramway.

Directement à côté de la station de métro se trouve le terminus des lignes 7 et 62 qui est accessible par les accès nos 2 et 6.

### Quais
La station offre une configuration particulière à trois voies et deux quais, un latéral direction Roi Baudouin et un central direction Élisabeth.

### Intermodalité
La station est desservie par les lignes 7 et 62 du tramway de Bruxelles, par la ligne 83 des autobus de Bruxelles et, la nuit, par la ligne N18 du réseau Noctis.

## À proximité
- Atomium
- Stade Roi Baudouin
- Bruparck
- Palais des expositions
- ING Arena